# P6 (microarhitectură)
Microarhitectura P6 este a șasea generație a microarhitecturii Intel x86, implementată de microprocesorul Pentium Pro care a fost introdus în noiembrie 1995.